# 垂直感染
垂直感染（すいちょくかんせん、英: vertical infection）は、病原体が親から直接その子孫に伝播される感染様式。狭義には経胎盤感染や経卵感染（in egg、on egg）などの出生以前の伝播のみを指すが、産道感染や母乳などによる分娩後短期間内の伝播を含む場合もある。ヒトにおいてはB型肝炎ウイルスやヒト免疫不全ウイルス（HIV）などが垂直感染を起こす。畜産業界においては牛ウイルス性下痢ウイルスやヨーネ菌などが垂直感染を引き起こす病原体として知られている。垂直感染により胎子に感染が成立した場合、病原体を異物と認識せずに免疫寛容に陥る場合がある。例えば、牛ウイルス性下痢ウイルスでは垂直感染を引き起こした時期によっては免疫寛容を示す。
カルソネラ・ルディアイのような一部の生物は、共生・寄生している生物の細胞外では生存できないため、垂直感染によって世代交代を続けてきたものがある。